# Chemoton
Chemoton (skrót od ang. chemical automaton 'chemiczny automat')
– zaproponowany przez węgierskiego biochemika Tibora Gántiego model minimalnego systemu – cyklu reakcji chemicznych zachodzących w układzie termodynamicznie otwartym – spełniającego kryteria życia.

## Biologia teoretyczna i inne nauki ścisłe
Tibor Gánti, porównując nauki biologiczne z innymi naukami ścisłymi, zwrócił uwagę na istotną różnicę między nimi.
Nauki ścisłe charakteryzuje możliwość stosowania modeli matematycznych pozwalających przewidywać zachowanie układu (np. silnika spalinowego, układu planetarnego, zbioru różnorodnych cząsteczek związków chemicznych – np. reagentów w bioreaktorze). Analogiczne metody badawcze są stosowane również w wielu różnych dziedzinach współczesnej biologii (zob. np. biologia molekularna, biologia syntetyczna, biologia systemów, bioinformatyka, w tym m.in. genomika, proteomika, metabolomika, transkryptomika), jednak – według Gántiego – termin „biologia teoretyczna” nie jest w pełni poprawny, dopóki nie zostanie jednoznacznie zdefiniowany przedmiot tych badań – życie (z gr. βίος, bios), a na drodze do uściślenia definicji stoją względy światopoglądowe (m.in. irracjonalna trwałość teorii vis vitalis):

Bez względu na to, o jakie zjawisko biologiczne zapytamy biologa, albo potrafi nam wyjaśnić jego mechanizm fizykochemiczny, albo też – jeśli nie – uważa, że mechanizm taki istnieje. Kiedy jednak pytamy o przyczynę, czy też mechanizm całości tych zjawisk, a więc o istotę życia, w większości przypadków otrzymujemy odpowiedź negatywną – i to nie tylko w takim sensie, że jeszcze nie znamy mechanizmu życia, ale iż mechanizmu tego nie można wyjaśnić na podstawie praw chemii i fizyki.

## Pojęcie „system minimalny”
Gánti zwrócił uwagę, że nauki ścisłe zwykle nie opisują zjawisk rzeczywistych, lecz modele określonych części realnego świata lub systemy takich modeli (np. model kosmologiczny, modele atomu, błony komórkowej, cząsteczki DNA). Model systemu minimalnego zachowuje podstawowe cechy modelowanego obiektu, mimo że jest złożony z minimalnej liczby elementów lub podsystemów – odłączenie jakiejkolwiek części powoduje zanik jego podstawowych właściwości. Taki system minimalny może być układem całkowicie abstrakcyjnym – nie występującym w rzeczywistości, ale ułatwiającym tworzenie użytecznych modeli matematycznych układów złożonych (np. punkt materialny w mechanice, komórka elementarna w krystalografii).
Zmierzając do utworzenia modelu „minimalnego systemu żywego” Gánti:
- zaproponował osiem kryteriów, które spełniają znane organizmy żywe,
- przeanalizował, czy wybrane kryteria może spełniać cykl kilku odpowiednio dobranych reakcji chemicznych, zachodzących w układzie otwartym, w przestrzeni ograniczonej błoną półprzepuszczalną.

## Kryteria życia
Gánti przyjął, że minimalny system wzajemnie powiązanych reakcji chemicznych spełnia rzeczywiste (absolutne) kryteria życia, jeżeli:
1. jest inherentną całością[a],
2. zachodzi w nim przemiana materii (zob. metabolizm)[b],
3. jest inherentnie stabilny (zob. homeostaza),
4. dysponuje podsystemem przechowywania i przetwarzania informacji użytecznych dla całego systemu (zob. np. informacja genetyczna),
5. procesy wewnętrzne są regulowane i sterowane.

Dodatkowo system powinien spełniać trzy kryteria potencjalne (spełniane nie przez wszystkie organizmy żywe) – charakteryzować się:
1. wzrostem i możliwością rozmnażania,
2. zdolnością do dziedziczenia zmian,
3. śmiertelnością.

Spełnienie warunków potencjalnych nie jest konieczne z punktu widzenia jednego organizmu, ale jest niezbędne dla zapewnienia życia w większej skali – dla przeżycia gatunków, przystosowujących się do zmian zewnętrznych warunków dzięki ewolucji, lub dla utrzymania niezbędnego obiegu pierwiastków biogennych w ekosystemach.

## Budowa chemotonu
Przystępując do budowy chemotonu Gánti stwierdził, że:

Szukając tajemnicy życia, jego podstawowej zasady, musimy poszukiwać istoty i organizacji torów wymuszonych w systemach polegających na zmianach chemicznych i zdolnych do wykonywania pracy w roztworach, jej regulacji i sterowania.

oraz:

Musimy znaleźć podsystemy najprostszych systemów żywych, następnie skonstruować abstrakcyjne modele systemów miękkich – i to minimalnych – wykazujących cechy jakościowe tych podsystemów, i wreszcie połączyć podsystemy w jeden funkcjonalnie działający system. Jeżeli wykonamy to wszystko prawidłowo, powinniśmy otrzymać abstrakcyjny model najprostszego systemu żywego.

Chemoton Gántiego składa się z trzech podstawowych, inherentnych części (obiegów reakcji chemicznych):
- podsystemu samoodtwarzania, który powinien umożliwiać procesy nazywane wzrostem i rozmnażaniem,
- podsystemu wytwarzania błony zapewniającej izolację układu od otoczenia, z zachowaniem możliwości wymiany masy,
- podsystemu przechowywania informacji o całości systemu.

Skoordynowane działanie wszystkich części sprawia, że cały układ uzyskuje specyficzne właściwości dodatkowe, nie występujące w poszczególnych podsystemach. Wyłączenie dowolnej części powoduje zanik tych właściwości, co jest warunkiem uznania układu za model systemu minimalnego. Dzięki wzajemnemu sprzężeniu trzech cykli reakcji czynności systemu są wykonywane samoczynnie, zgodnie z programem określonym budową układu („automat miękki”; działanie każdego podsystemu zależy od działania pozostałych i stanu otoczenia).

### Podsystem samoodtwarzania

Model elementarny minimalnego podsystemu chemotonu, odpowiadającego cytoplazmie

W systemach rzeczywistych – organizmach żywych – zachodzą liczne reakcje chemiczne, decydujące o metabolizmie, zachodzące z wykorzystaniem energii dostarczanej z zewnątrz np. w postaci promieniowania słonecznego (fotosynteza) lub w postaci energii wiązań chemicznych tworzących cząsteczki pożywienia. Od dawna znane są reakcje tworzące podstawowe dla życia cykle, np. cykl Calvina, cykl kwasu cytrynowego (cykl Krebsa), cykl glioksylanowy (cykl Krebsa-Kornberga). W chemotonie tego typu reakcje rzeczywiste zostały zastąpione abstrakcyjnym „systemem samoodtwarzania” (modelem minimalnym cytoplazmy) – cyklem trzech odwracalnych reakcji chemicznych, których kierunek i prędkość zależy od stężeń reagentów wewnątrz układu (A, X, Y) i na zewnątrz (X, Y):
{\displaystyle A_{1}+X\rightleftharpoons A_{2}}
{\displaystyle A_{2}\rightleftharpoons A_{3}+Y}
{\displaystyle A_{3}\rightleftharpoons 2A_{1}}
Substraty dopływające z zewnątrz (dyfuzja X przez błonę półprzepuszczalną) odgrywają rolę „pożywki chemotonu”. Jednym z produktów cyklu reakcji jest jej substrat – jeden ze składników modelu cytoplazmy (A1), co zapewnia możliwości „wzrostu chemotonu” bez zakłócenia stacjonarnego stanu całości (układ rosnący, akumulacyjny). Inne (Y) są „wydalane” na zewnątrz.
W przypadkach rzeczywistych, takich jak np. cykl Calvina, ogólnym symbolom A, X i Y odpowiadają sumy ilorazów νiAi, νi Xi i νiYi, gdzie ν jest współczynnikiem stechiometrycznym, określonym dla kolejnych kroków procesu kołowego.

Cykl Calvina; A – fosfogliceryniany biorące udział w kolejnych krokach cyklu, X – CO_{2}, ATP, NADPH, H_{2}O, Y – ADP, NADP, H_{3}PO_{4}

### Podsystem tworzenia błony

Model minimalnego podsystemu samoodtwarzania i wytwarzania błony powierzchniowej

Schemat warstw powierzchniowych, powstających pod wpływem fizykochemicznych oddziaływań międzycząsteczkowych (analogie błony chemotonu); 1 – podwójna warstwa lipidowa (zob. błona komórkowa), 2 – warstwa pojedyncza (zob. micela); P, U – ciecze o różnej polarności

Model chemotonu – podsystemy samoodtwarzania, wytwarzania błony powierzchniowej i przechowywania informacji

Warunek izolacji strefy reakcji chemicznych w chemotonie od otoczenia zapewniono wprowadzając do zestawu trzech ogólnych równań reakcji równanie czwarte, opisujące powstawanie produktu T, który nie rozpuszcza się w środowisku reakcji i którego cząsteczki charakteryzują się budową amfifilową (zawierają ugrupowania o różnej polarności):
{\displaystyle A_{1}+X\rightleftharpoons A_{2}}
{\displaystyle A_{2}\rightleftharpoons A_{3}+Y}
{\displaystyle A_{3}\rightleftharpoons A_{4}+T}
{\displaystyle A_{4}\rightleftharpoons 2A_{1}}
Cząsteczki T wbudowują się w warstewkę powierzchniową otaczającą przestrzeń reakcji (zob. błona komórkowa), tworząc strukturę przypominającą liposom. Po każdym cyklu reakcji otrzymuje się te same ilości cząsteczek A1 i T, wskutek czego wzrost powierzchni chemotonu jest wolniejszy niż wzrost objętości. W takiej sytuacji pojawia się tendencja do podziału układu na mniejsze, lecz bardziej trwałe – uzyskano model wzrostu połączonego z „rozmnażaniem” (zob. pomnażanie, podział komórki).
Połączenie podsystemu tworzenia błony z podsystemem samoodtwarzania prowadzi ponadto do uzyskania sytuacji, w której sumaryczny proces kołowy staje się jednokierunkowy, ponieważ wbudowywanie cząsteczek T w warstwę powierzchniową nie jest odwracalne.

### Podsystem przechowywania informacji
Możliwość przechowywania informacji o całym systemie (chemotonie) zapewniono wprowadzając do zestawu czterech ogólnych równań reakcji równanie piąte, opisujące powstawanie produktu V, który dobudowuje się do łańcucha polimeru pV:
{\displaystyle A_{1}+X\rightleftharpoons A_{2}}
{\displaystyle A_{2}\rightleftharpoons A_{3}+Y}
{\displaystyle A_{3}\rightleftharpoons A_{4}+V}
{\displaystyle A_{4}\rightleftharpoons A_{5}+T}
{\displaystyle A_{5}\rightleftharpoons 2A_{1}}
Założono, że polimer pVn powstaje na określonej matrycy – łańcuchu polimeru o określonej długości, zbudowanym – w najprostszym przypadku – z jednakowych merów (minimalny model transkrypcji). Informacja o działaniu całego systemu jest wówczas liczbą merów w łańcuchu matrycy. Od tej długości zależy m.in. wartość stężenia cząsteczek V, przy których rozpoczyna się polimeryzacja, a od tego stężenia zależy szybkość kroku prowadzącego do jego powstawania, a równocześnie wszystkich reakcji cyklu. Oznacza to, że cząsteczka matrycy zawiera informację ważną dla całego systemu.
W czasie replikacji łańcucha mogą się zdarzać błędy (analogicznie do błędów replikacja DNA) – może np. powstać nić krótsza od nici matrycy. Taka przypadkowa zmiana właściwości chemotonu jest dziedziczna – chemotony potomne zawierają krótsze pVn. W bardziej złożonych modelach systemu stosowano różne cząsteczki V. Sekwencja różnych merów w matrycowej nici polimeru była kodem odczytywanym w czasie dołączania kolejnych elementów do nowego łańcucha pVn, przy czym są możliwe błędy odczytu tego kodu w czasie transkrypcji. Chemotony potomne dziedziczą również te zmiany.
Stwierdzono więc, że zaproponowany model spełnia wytypowane bez wstępnych założeń kryteria życia, czyli może być uznany za model „minimalnego systemu żywego”. Podejmując próby jego weryfikacji przeprowadzono m.in. komputerowe symulacje jego działania w bardziej złożonych sytuacjach, stosując odpowiednie układy równań stechiometrycznych i uproszczone równania kinetyczne (zob. szybkość reakcji chemicznej) odnoszące się np. do kolejnych kroków znanych cykli biologicznych. Uzyskano potwierdzenie przypuszczeń, że w prostych układach biologicznych spełnienie kryteriów życia nie wymaga udziału enzymów.

## Posłowie autora „Podstaw życia”
W posłowiu do książki „Podstawy życia” Tibor Gánti napisał o niej:

Autor chciał w niej przedstawić pewien, wprawdzie niepełny, ale przynajmniej logicznie zamknięty system teoretyczny, odnoszący się – wraz ze wszystkimi konsekwencjami – do istoty i charakteru życia. [...]
Autorzy zawsze cieszą się, gdy ich książki odnoszą sukces, mają wielu czytelników. W tym jednak wypadku autor – dość nieskromnie – oczekuje o wiele więcej. Spodziewa się, że dla czytelników stanie się jasne, iż działanie systemów żywych, istotę życia, można zrozumieć, opisać ścisłymi metodami naukowymi, zaplanować i zorganizować. Gdyby niniejsza książka przyczyniła się do tego, że kilku młodych badaczy zwróci swe wysiłki w kierunku ścisłej biologii teoretycznej, autor będzie uważał, że jego praca nie poszła na marne.

## Opinia z przedmowy do „Podstaw życia”
Książka została przetłumaczona na język polski w roku 1986 przez Tomasza Kulisiewicza, polskiego informatyka i dziennikarza, i zaopatrzona w przedmowę, którą napisał prof. Zbigniew Grabowski, specjalista m.in. w dziedzinie chemii fizycznej, fizyki molekularnej i kinetyki. Koncepcję Gántiego uznał on za ważną i ambitną (może nawet przełomową?) próbę znalezienia odpowiedzi na pytanie „co to jest Życie?”; napisał m.in. :

Podejście Gantiego, redukujące biologię do kinetyki i termodynamiki chemicznej, może okazać się niełatwe do przyjęcia dla wielu tradycyjnie wykształconych biologów, podobnie jak z niechętnym przyjęciem spotykała się często teoria hipercykli Eigena i Schustera. U podłoża tej niechęci leży nie tyle trudność w czytaniu, ile obcość koncepcji.

W zakończeniu przedmowy wyraził opinię:

Gantiego teoria chemotonu jako hipotetycznego najprostszego układu spełniającego już kryteria organizmu żywego jest przekonywająca i zawiera duży ładunek materiału poznawczego, jest chyba najlepszym, jak dotąd, przybliżeniem do odpowiedzi na elementarne pytania biologii.

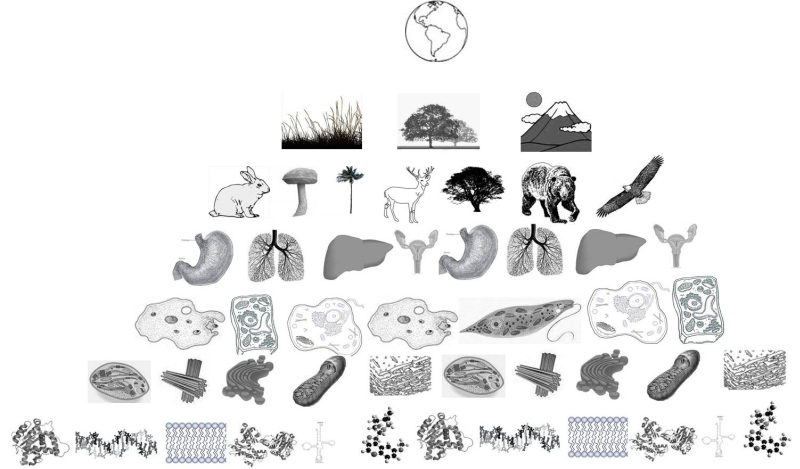
Celem poszukiwań modelu minimalnego systemu żywego jest zrozumienie procesów życiowych na wszystkich poziomach organizacji